# Génération Proteus
Pour plus de détails, voir Fiche technique et Distribution.
Génération Proteus (Demon Seed) est un film d'anticipation américain réalisé par Donald Cammell, sorti en 1977.

## Synopsis
La maison du couple Alex et Susan Harris, informaticien et psychologue pour enfants, est entièrement automatisée grâce à un système informatique. Il espère résoudre la plupart des problèmes médicaux dans le monde grâce à leur travail en commun, notamment la leucémie dont leur fille est morte. Leur dernier projet se nomme PROTEUS IV, un ordinateur doté de l'intelligence artificielle.

## Fiche technique
- Titre : Génération Proteus
- Titre original : Demon Seed
- Réalisation : Donald Cammell
- Scénario : Roger O. Hirson et Robert Jaffe d'après le roman de Dean Koontz
- Photographie : Bill Butler
- Montage : Frank Mazzola
- Musique : Jerry Fielding
- Décors : Edward C. Carfagno
- Costumes : Sandy Cole, Joie Hutchinson et Bucky Rous
- Production : Herb Jaffe
- Coproducteur : Steven-Charles Jaffe
- Sociétés de production : A Herb Jaffe Production - Metro Goldwyn Mayer
- Société de distribution : United Artists
- Pays de production :  États-Unis
- Langue originale : anglais
- Format : couleur (Metrocolor) — 35 mm — 2.35:1 — Son : mono
- Genre : science-fiction, horreur
- Durée : 94 minutes
- Dates de sorties :
  - États-Unis : 8 avril 1977 (New York) ; 15 avril 1977 (sortie nationale)
  - France : 8 février 1978

## Distribution
- Julie Christie : Susan Harris
- Fritz Weaver : Alex Harris
- Gerrit Graham : Walter Gabler
- Berry Kroeger : Petrosian
- Lisa Lu : Yen Soong
- Larry J. Blake : Cameron
- John O'Leary : David Royce
- Alfred Dennis : Mokri
- Davis Roberts : Warner
- Patricia Wilson : Mme Talbert
- Robert Vaughn : La Voix de Proteus IV